# Tom Henning Øvrebø
Tom Henning Øvrebø (* 26. Juni 1966) ist ein ehemaliger norwegischer Fußballschiedsrichter.

## Laufbahn
Øvrebø leitete ab dem 20. September 1991 Spiele der ersten norwegischen Liga. Von 1994 an war er FIFA-Schiedsrichter. Im Dezember 2007 wurde er als einer von zwölf Schiedsrichtern für die Fußball-Europameisterschaft 2008 nominiert. Dort leitete er die Partie zwischen Deutschland und Polen sowie die Partie zwischen Italien und Rumänien. Nach dem zweiten Spiel, in dem er ein Tor Italiens zu Unrecht wegen Abseits nicht gab, und einen umstrittenen Elfmeter gegen Italien pfiff, wurde er im Turnier nicht mehr eingesetzt.
Am 6. Mai 2009 leitete Øvrebø das Champions-League-Halbfinalrückspiel zwischen dem FC Chelsea und dem FC Barcelona an der Stamford Bridge und traf dabei zahlreiche strittige Entscheidungen gegen den Gastgeber. Øvrebø stand deshalb gegen Ende und nach dem Spiel im Mittelpunkt tumultartiger Szenen. So wurde er von Spielern des FC Chelsea, insbesondere Didier Drogba und Michael Ballack, belagert und beschimpft und musste von Stewards geschützt vom Spielfeld in seine Kabine begleitet werden. Zeitungsberichten zufolge erhielt Øvrebø nach dem Spiel eine Reihe von Morddrohungen, weswegen er sein Hotel wechseln und seine Heimreise unter Polizeischutz antreten musste. 2018 gestand Øvrebø, es sei nicht sein bester Tag gewesen und er habe eine Reihe von Fehlern gemacht, weswegen er auf die Spielleitung dieser Partie nicht stolz sein könne.
Auch nach dem Achtelfinalhinspiel der UEFA Champions League 2009/10 zwischen dem FC Bayern München und dem AC Florenz stand Øvrebø in der Kritik, weil er den durch Miroslav Klose aus dem Abseits erzielten Siegtreffer für den FC Bayern nicht aberkannte. Øvrebø äußerte später jedoch sein Bedauern über die Fehlentscheidung und erklärte, er habe sich in der Szene, die zum Tor führte, auf seinen Assistenten an der Außenlinie verlassen.
Im Mai 2010 beendete Øvrebø seine internationale Karriere, nachdem er nicht für die Fußball-Weltmeisterschaft 2010 nominiert wurde.
Øvrebø studierte an der Universität Oslo Psychologie und schloss 1998 das Studium erfolgreich ab.